# Circo-teatro
O circo-teatro foi um gênero de teatro muito comum e de muita fama  no Brasil durante todo o século XIX até com certeza a década de 1960...
Companhias circenses se alternavam pela maioria dos municípios brasileiros, um número grande de textos teatrais de todos os gêneros: revistas, farsas, musicais, cômicos, dramas ou melodramáticos. A cada dia um novo texto era apresentado por companhias formadas geralmente por famílias circenses que viajavam pelo país, em cidades de diversos tamanhos.
O sucesso deste tipo de espetáculo era grande, na medida em que quase não havia grupos teatrais se apresentando fora dos grandes centros urbanos como Rio de Janeiro, São Paulo, Recife, entre outros. Além disso, o modo de organização da teatralidade circense em seu modo como circo-teatro levava a todas as cidades: gêneros teatrais diversos; ritmos musicais; a dança na sua diversidade, desde a chamada clássica àqueles modos ditos populares como lundu, maxixe, samba, fandango, entre muitas outras, acrobacias, capoeira, e, como os circenses escreviam em suas propagandas: etc., etc. e etc. O espetáculo circense do século XIX e boa parte do XX, foi responsável pela divulgação e visibilidade das principais expressões artísticas nacionais e estrangeiras. (texto por Erminia Silva)

## Referência
- Silva, Ermínia. As múltiplas linguagens na teatralidade circense: Benjamin de Oliveira e o circo-teatro no Brasil no final do século XIX e início do XX. Tese de Doutorado UNICAMP. Campinas, 2003 - Disponível para download Edições Funarte - http://www.funarte.gov.br/edicoes-on-line/
- «Circonteúdo- o portal da diversidade circense»
- MACEDO, Cristina; COSTA, Eliene. Das origens ao circo-teatro: mutabilidade e permanência do melodrama. https://www.revistas.udesc.br/index.php/urdimento/article/view/18061/12542
- MACEDO, Cristina Alves de. Dramaturgia e censura no Circo-Teatro. https://periodicos.ufba.br/index.php/gipe-cit/issue/viewIssue/Pesquisadores%20e%20Artistas/pdf_14